# 6 липня
6 липня — 187-й день року в григоріанському календарі (188-й у високосні). До кінця року залишається 178 днів.

## Свята
- Всесвітній день поцілунків (ООН).

### Національні
- Малаві: Національне свято Республіки Малаві. День Республіки (1964)
- Коморські Острови: Національне свято Коморських островів. День Незалежності (1975)
- Литва: День державності Литви

### Релігійні

#### Християнство
Католицька церква:
- День Святого Томаса Мора.
- День Святої Марії Горетті.

 Православна церква:
- Преподобного Сисоя Великого.
- Преподобного Сисоя, схимника Києво-Печерського, у Дальніх печерах.
- Знайдення мощей праведної діви Юліанії, княгині Ольшанської.
- Мучеників Марина, Марфи, Авдифакса, Авакума, Кирина, Валентина, пресвітера, Астерія та інших багатьох у Римі.
- Мучеників Ісавра, диякона, Інокентія, Фелікса, Єрмія, Василія, Перегрина, Руфа та Руфина.
- Мученика Коїнта Фригійського.
- Мучениці Лукії, діви, і з нею мучеників Рикса, Антонія, Лукіана, Ісидора, Діона, Діодора, Кутонія, Ароноса, Капика і Сатура.

 Лютеранська церква:
- День Святого Яна Гуса.

## Події
- 1253 — відбулася коронація Міндовга, першого в історії Литви короля.
- 1415 — спалено на багатті лідера чеських протестантів Яна Гуса.
- 1439 — на Флорентійському соборі Папа Римський Євгеній IV і візантійський імператор Іоанн VIII підписали Флорентійську унію, що заклала основи створення греко-католицької церкви.
- 1483 — короновано Річарда III Англійського.
- 1535 — за звинуваченням у державній зраді страчено англійського гуманіста, лорд-канцлера Томаса Мора, зарахованого пізніше до лику католицьких святих.
- 1651 — полковник Мартин Небаба загинув у бою з переважаючими силами ворога під Ріпками поблизу Лоєва (тепер Білорусь).
- 1687 — Ісаак Ньютон опублікував у Лондоні знамениті «Philosofiae naturalis principia mathematika», в котрих було викладено відкриття автора в галузі прикладної математики, астрономії та фізики.
- 1785 — долар став національною валютою США.
- 1809 — за наказом Наполеона Папу Римського Пія VII викрадено з Ватикану та вивезено до Гренобля.
- 1918 — у Москві почалося збройне повстання лівих есерів проти більшовиків.
- 1938 — у Французькій республіці відбулася конференція, де розглядали питання стосовно біженців з Третього рейху. Жодна країна не змогла взяти на себе відповідальність щодо біженців. Конференція виявилася безрезультатною у цьому питанні.
- 1940 – Радянські війська намагаються зайняти Путнівський монастир у Південній Буковині, Румунія, і приєднати його до Української РСР. Румунські війська відбивають напад.
- 1957 — познайомилися Джон Леннон і Пол Маккартні.
- 1958 — Урочисто відкрито Національний експоцентр України («ВДНГ»).
- 1994 — на екрани США вийшов фільм «Форрест Гамп».
- 2005 — Верховна Рада прийняла Кодекс адміністративного судочинства України.

## Народились
Дивись також Категорія:Народились 6 липня
- 1650 — Фрідріх-Казимир Кеттлер, герцог Курляндії і Семигалії.
- 1755 — Джон Флаксман, британський художник, гравер і скульптор.
- 1832 — Максиміліан I, австрійський ерцгерцог, імператор Мексики (1864–1867).
- 1837 — Васил Левський (Іванов), болгарський революціонер проти турків.
- 1851 — Іван Левинський, український архітектор, педагог, підприємець, громадський діяч.
- 1867 — Джо Кітон, американський комедійний актор.
- 1868 — Августа Кохановська, буковинська художниця, етнографка та реставраторка храмів, має польське походження.
- 1878 — Ейно Лейно, фінський поет та журналіст, один з піонерів фінської поезії.
- 1886 — Марк Блок, французький історик, засновник сучасної історіографії.
- 1887 — Марк Шаґал, білоруський і французький художник-авангардист єврейського походження.
- 1923 — Войцех Ярузельський, генерал, голова уряду Польщі (1981—1989).
- 1925 — Гейлі Білл, музикант, співак.
- 1935 — Джецун Джампгел Нгаванг Лобсанг Йеше Тензин Гьяцо (зазвичай скорочують до Тензин Гьяцо), 14-й Далай-Лама, духовний лідер Тибету, голова Тибетського уряду в екзилі, лауреат Нобелівської премії миру 1989 року.
- 1938 — Олег Базилевич, радянський та український футболіст і тренер.
- 1944 — Бернгард Шлінк, німецький письменник.
- 1946 — Сильвестер Сталлоне (Sylvester Stallone), американський актор.
- 1946 — Джордж Вокер Буш (George W. Bush), 43-й президент США.
- 1975 — 50 Cent (Куртіс Джеймс Джексон), реп-виконавець з США.

## Померли
Дивись також Категорія:Померли 6 липня
- 1415 — Ян Гус, чеський релігійний мислитель, філософ, реформатор. Спалений на вогнищі за рішенням Констанцького собору.
- 1535 — у Лондоні страчено англійського письменника, мислителя, одного з основоположників утопічного соціалізму, лорда-канцлера Томаса Мора, котрий відмовився присягнути Генріху VIII як главі англіканської церкви.
- 1702 — Ніколя Лєбеґ, французький композитор, клавесиніст та органіст.
- 1916 — Оділон Редон, французький художник, графік та художній критик, один із засновників символізму в живописі
- 1937 — Богдан Ігор Антонич, український поет, прозаїк.
- 1962 — Вільям Фолкнер, американський письменник.
- 1971 — Армстронґ Луї, афроамериканський джазовий музикант, трубач, співак.
- 2009 — Роберт Макнамара, міністр оборони США у 1961-68, ідеолог війни у В'єтнамі.
- 2019 — Камерон Бойс, американський актор і танцюрист.
- 2020 — Еніо Морріконе, італійський композитор і диригент